# Pseudophyllanax imperialis
Pseudophyllanax imperialis is een rechtvleugelig insect uit de familie sabelsprinkhanen (Tettigoniidae). De wetenschappelijke naam van deze soort is voor het eerst geldig gepubliceerd in 1862 door Montrouzier.